# Beregsău Mare

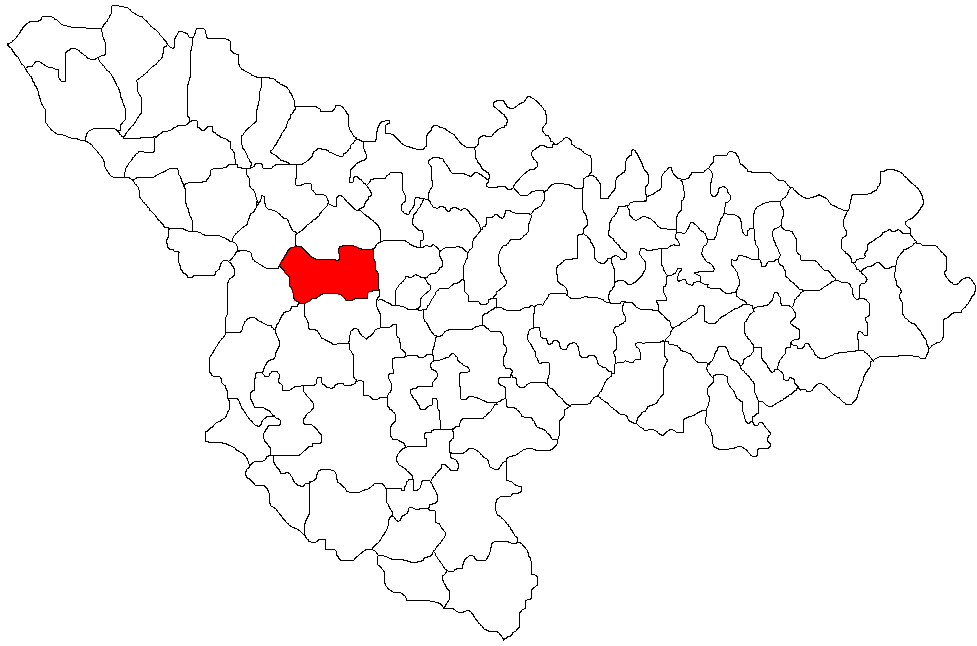
Lage der Gemeinde Săcălaz im Kreis Timiș

Beregsău Mare (deutsch Großberegsau oder Großberksoff, ungarisch Beregszo) ist ein Dorf im Kreis Timiș, Banat, Rumänien. Das Dorf Beregsău Mare gehört zur Gemeinde Săcălaz.

## Geografische Lage
Beregsău Mare liegt 18 Kilometer westlich von Timișoara, an der Nationalstraße DN59A Timișoara–Jimbolia sowie an der Bahnstrecke Szeged–Timișoara.

## Nachbarorte
| Iecea Mică   | Becicherecu Mic                             | Dudeștii Noi    |
| Cărpiniș     | Kompassrose, die auf Nachbargemeinden zeigt | Săcălaz         |
| Beregsău Mic | Sânmihaiu German                            | Sânmihaiu Român |

## Geschichte
Eine erste urkundliche Erwähnung der Ortschaft fand in den päpstlichen Zehntregistern aus den Jahren 1332–1337 statt, als das Gut im Besitz von Stephan de Berukzo war. 1448 verlieh Johann Hunyadi Peter von Beregsău den Adelstitel. 
Auf der Josephinischen Landaufnahme von 1717 ist der Ort Beregh-Schoh eingetragen. Nach dem Frieden von Passarowitz (1718), als das Banat eine Habsburger Krondomäne wurde, war Beregsow Teil des Temescher Banats. 
Beregsău wurde während der Habsburgerzeit zwar systematisiert aber nicht mit Deutschen besiedelt wie die umliegenden Dörfer und behielt so seinen rumänischen Charakter bei. 
Etwa 500 Meter südlich von Beregsău wurde von der Kaiserin Maria Theresia eine Siedlung namens Emlek mit Deutschen angesiedelt. Diese Siedlung wurde 1933 aufgelöst. Die Einwohner zogen in die umliegenden Dörfer, wie Sânmihaiu German und Săcălaz.
1802 war Beregsău im Besitz von Sava Vukovics. Vukovics veranlasste in den Jahren 1809–1912 den Bau der Kirche. Im Revolutionsjahr 1848 wurde die Familie Vukovics enteignet, da Sava Vukovics Sohn als Minister in der provisorischen Regierung Kossuths, direkt an der Revolution beteiligt war. Das Gut wechselte anschließend mehrmals den Besitzer, um schließlich in den Besitz der Rumänischen Nationalbank Timișoara zu gelangen, die das Land parzellierte und an die Dorfbewohner verkaufte. 
Am 4. Juni 1920 wurde das Banat infolge des Vertrags von Trianon dreigeteilt. Der größte, östliche Teil, zu dem auch Beregsău gehört, fiel an das Königreich Rumänien.
Nach dem Zweiten Weltkrieg erfuhr Beregsău Mare einen gewaltigen wirtschaftlichen Aufschwung durch die Gründung des Schweinemast- und Fleischverarbeitungskombinats COMTIM. 
Seit 1972 gehört Beregsău Mare zur Gemeinde Săcălaz.

## COMTIM
Ein wichtiger Wirtschaftsfaktor für die gesamte Region war das 1967 gegründete agro-industrielle Schweinemast- und Fleischverarbeitungskombinat COMTIM. Dieses entwickelte sich unter der Leitung von Florentin Cârpanu zu einem der größten Betriebe seiner Art weltweit. Mit 15.000 Angestellten war COMTIM der größte Arbeitgeber der Region. 1,5 Millionen Schweine wurden jährlich hier gezüchtet. 
Nach 1989 wurde der Betrieb privatisiert und 2004 von der amerikanischen Smithfield Foods aufgekauft.

## Demografie
| 1880 | 1971 | 1844 | 33 | 81  | 13 |
| 1910 | 2314 | 1898 | 70 | 338 | 8  |
| 1930 | 1986 | 1749 | 34 | 182 | 21 |
| 1977 | 2144 | 2025 | 44 | 18  | 57 |
| 2002 | 1704 | 1662 | 18 | 14  | 10 |